# Jacob MacIntyre
Jacob MacIntyre (* 29. Januar 2006) ist ein schottischer Fußballspieler, der bei Hibernian Edinburgh in der Scottish Premiership unter Vertrag steht. Sein Bruder Oscar ist ebenfalls Fußballer und spielt derzeit bei Inverness Caledonian Thistle. Sein Cousin ist der professionelle Golfer Robert MacIntyre.

## Karriere

### Verein
Jacob MacIntyre wechselte im Alter von neun Jahren in die Jugendakademie von Hibernian Edinburgh. Im Juli 2022 unterschrieb er seinen Profivertrag beim Verein. Am 27. Juli 2023 stand er in der UEFA Europa Conference League gegen Inter Club d’Escaldes erstmals im Kader der ersten Mannschaft. Sein Pflichtspieldebüt für die „Hibs“ gab er am 16. März 2024 bei einem 3:0-Sieg in der Scottish Premiership gegen den FC Livingston nachdem er für Adam Le Fondre eingewechselt wurde. Die Saison 2024/25 verbrachte MacIntyre beim schottischen Drittligisten Kelty Hearts, für den er in 25 Ligaspielen drei Tore erzielte. 

### Nationalmannschaft
Jacob MacIntyre debütierte im Jahr 2022 in der schottischen U17-Nationalmannschaft gegen Malta. Mit drei Toren in zwei Qualifikationsspielen gegen Malta und Nordirland trug er maßgeblich dazu bei, dass sich die U-17-Nationalmannschaft für die Europameisterschaft 2023 qualifizieren konnte. Er gehörte anschließend zum schottischen Aufgebot für die Europameisterschaft in Ungarn, blieb während des Turniers jedoch ohne Einsatz.